# Squalodon
Genre
Squalodon est un genre fossile de dauphins d'eau douce de la famille des Squalodontidae et de la super-famille des Platanistoidea. Il a vécu à l'Oligocène et au Miocène.

## Historique

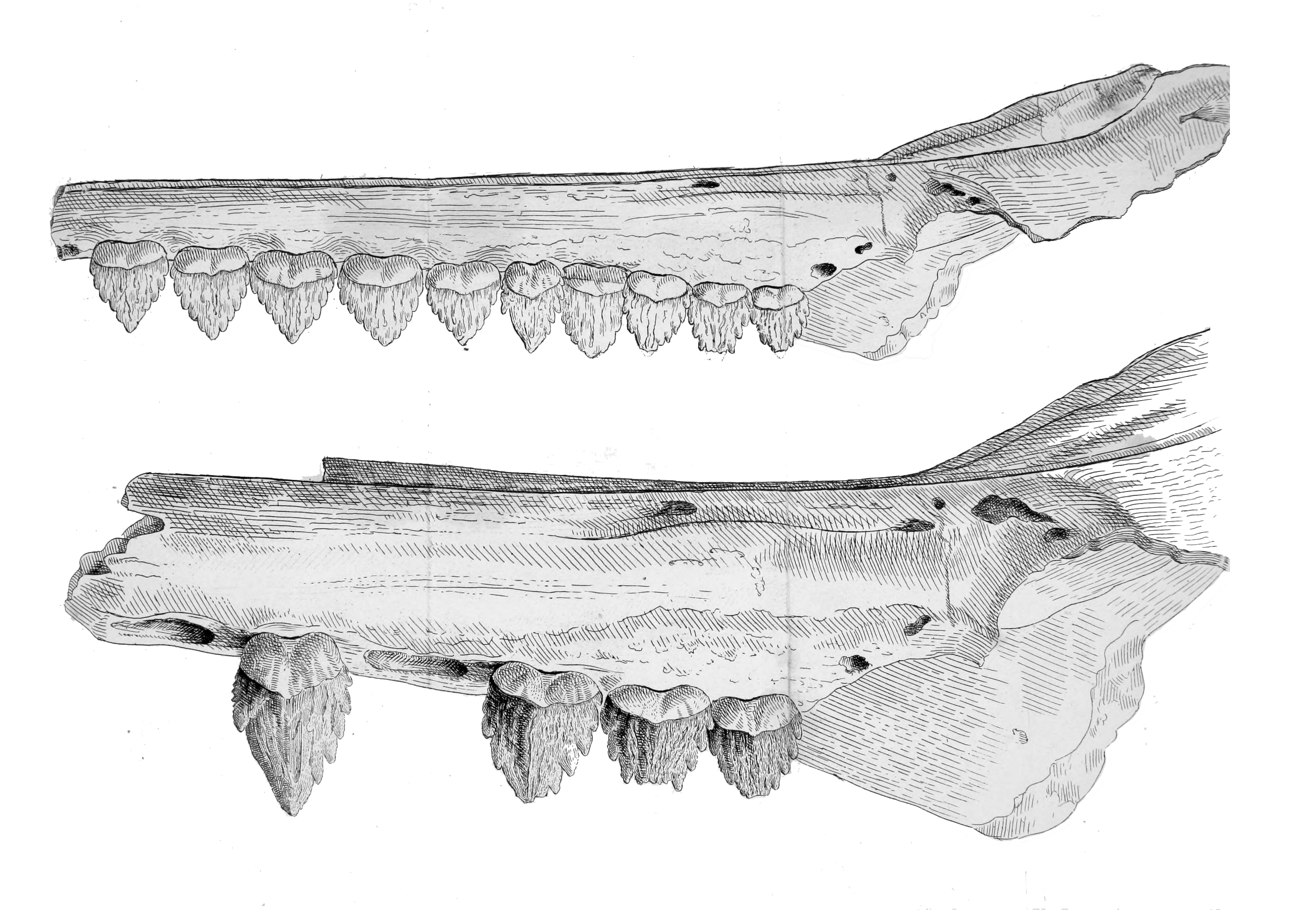
Dessin original du spécimen type de Squalodon par Jean Pierre Sylvestre Grateloup en 1840.

Il a été décrit à l'origine en 1840 à partir d'un seul fragment de mâchoire par Jean Pierre Sylvestre Grateloup qui pensait alors que ce fossile, découvert à Léognan près de Bordeaux, appartenait à un dinosaure iguanodontidé.
L'espèce type a fait l'objet de débats taxonomiques sans fin depuis la première description en 1840. Felix G. Marx, Johannes Albers et B. Berning ont réalisé un bilan sur le sujet en 2011 où ils recommandent de reprendre le nom original donné par Meyer en 1843 : Squalodon grateloupii comme espèce type du genre et non les noms précédents de S. gratelupi, voire de S. grateloupi.
Le genre est devenu un taxon poubelle (« fourre-tout ») qui regroupe de nombreuses espèces. 
Squalodon est par ailleurs un des premiers fossiles décrits dans la littérature scientifique. En 1670, le peintre et paléontologue Agostino Scilla reproduit un fossile de mâchoire de cétacé, découvert à Malte, où apparaissent trois dents molariformes, triangulaires, découpées de nombreux denticules saillants. Chaque dent possède deux racines. Le fossile qui a servi de modèle pour l'illustration est aujourd'hui exposé au Sedgwick Museum of Earth Sciences de l'université de Cambridge en Angleterre. Le fossile a été déterminé par R. Kellogg en 1923 sous le nom de Squalodon melitensis.

## Étymologie
Le nom Squalodon est composé du latin sqalus, « requin » et du grec ancien ὀδούς, odoús, « dent », pour donner « dent de requin », nom ambigu pour un mammifère cétacé.

## Description et caractéristiques
Le genre Squalodon regroupe donc des dauphins d'eau douce « à dents de requin » caractérisés par leur grande taille et par de longues mâchoires étroites. La taille de ces animaux est mal connue, la quasi-totalité des restes fossiles étant constituée de dents ou de parties du crâne. Un fossile assez complet découvert en 2005 et nommé Squalodon whitmorei Doodley, 2005, montre un crâne de 1,20 mètre de long pour une longueur totale estimée à environ 5 mètres.   
Les crânes de Squalodon sont les plus anciens à montrer la première apparition probable d'écholocation. Le Squalodon montre plusieurs similitudes avec les odontocètes modernes : le crâne est bien comprimé, le museau télescopé en dehors (une caractéristique des odontocètes modernes), ce qui lui donnait une apparence de cétacé à dents. Ces animaux se font un panorama de leur environnement par écholocation sur le principe du sonar, c'est-à-dire en émettant une série de clics à diverses fréquences. Ces impulsions sonores sont émises par leur front en forme de melon, réfléchies par les objets, et recueillies, pour les hautes fréquences, par la mâchoire inférieure, d'où elles se propagent vers l'oreille.
Cependant il est improbable que ce soient des ancêtres des dauphins modernes.

## Taxinomie
Selon BioLib (31 décembre 2016) :
- Squalodon antverpiensis Van Beneden, 1861 † ;
- Squalodon atlanticus (Leidy, 1856) † ;
- Squalodon barbarus Mchedlidze & Aslanova, 1968 † ;
- Squalodon bariensis Jourdan, 1861 † ;
- Squalodon bellunensis Dal Piaz, 1901 † ;
- Squalodon bordae Gervais, 1848 † ;
- Squalodon calvertensis R. Kellogg, 1923 † ;
- Squalodon catulli (Molin, 1859) † ;
- Squalodon dalpiazi Fabiani, 1949 † ;
- Squalodon grateloupii Meyer, 1843 (espèce type) † ;
- Squalodon hypsispondylus Brandt, 1874 † ;
- Squalodon imperator Cigala-Fulgosi & Pilleri, 1985 † ;
- Squalodon linzianus Brandt, 1871 † ;
- Squalodon melitensis Blainville, 1840 † ;
- Squalodon peregrinus Dal Piaz, 1971 † ;
- Squalodon vocontiorum Delfortrie, 1874 † ;
- Squalodon whitmorei Dooley, 2005 †.

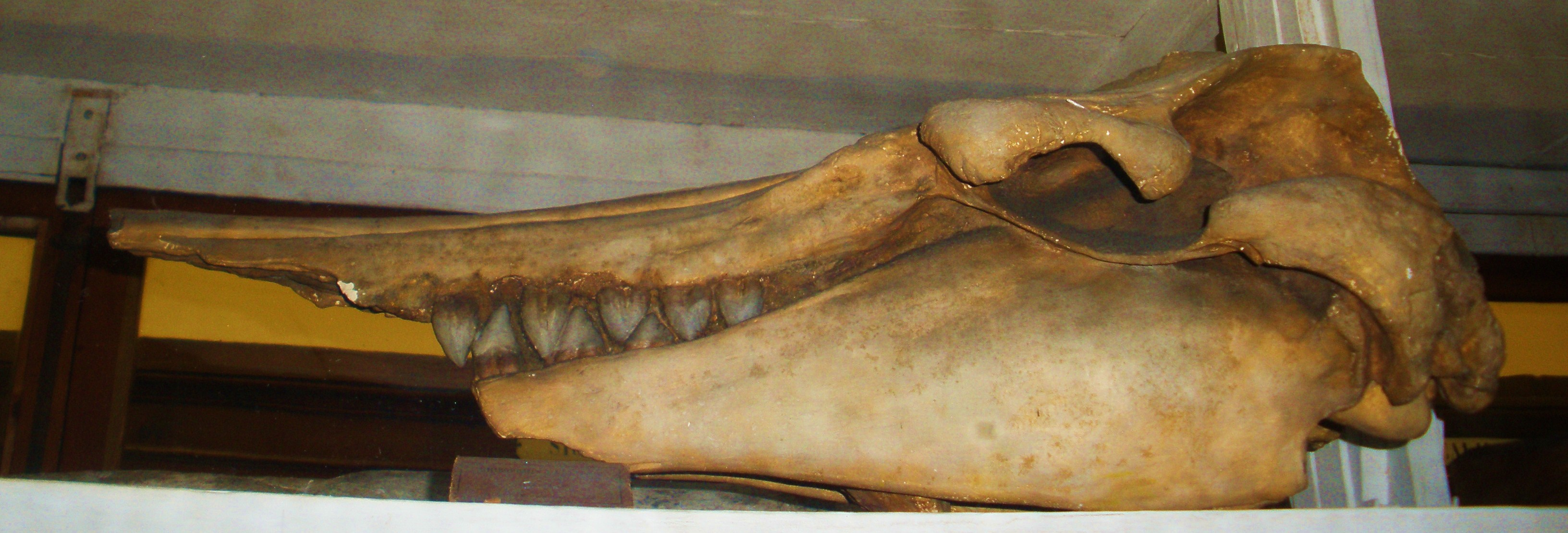
Crâne fossilisé de Squalodon bariensis.
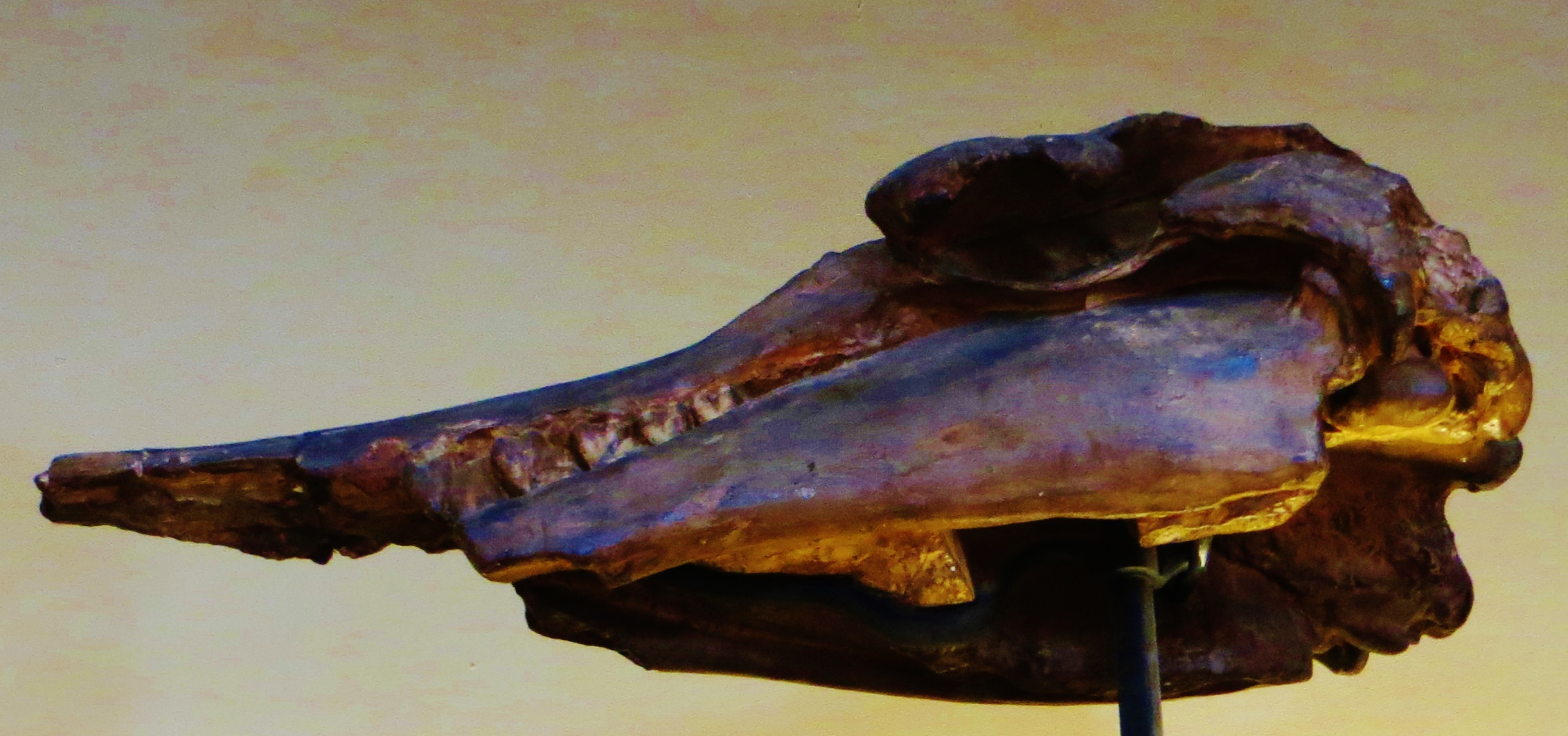
Crâne fossilisé de Squalodon bariensis.